# Jotham (roi)
Pour les articles homonymes, voir Jotham.
Joatham, aussi transcrit Jotham ou Yotam, de l'hébreu יותם qui signifie « YHWH est parfait », est un roi de Juda du VIIIe siècle av. J.-C. Il est le  fils d'Ozias (ou Azarias) et le père d'Achaz.

## Biographie
Il devient roi à l'âge de 25 ans et règne pendant 16 ans. Sa mère s'appelle Jerusha, fille de Sadoq  (2 Rois 15,32-33), (2 Chroniques 27,1). Quand Joatham devint roi, Pékah était dans sa deuxième année (2 Rois 15,32). Pékah devint roi d'Israël dans la vingtième année de Joatham (2 Rois 15,30).
Son règne prend fin vers -736/-735. Son fils Achaz lui succède au cours de la dix-septième année de Pékah. Achaz avait vingt ans. (2 Rois 16,1). C'est sous son règne que Jérusalem est assiégée et qu'il paya un tribut au roi assyrien Teglath-Phalasar III pour le libérer de la pression exercée par le royaume d'Israël (2 Rois 16,7).
Dans le Deuxième Livre des Chroniques (verset 26,21) il est dit que lorsque son père Ozias devint lépreux, il assura la régence jusqu'à la mort de son père, probablement entre -751 et -740. Vers -740, il devient le seul roi de Juda. Les seize ans de règne comprennent le temps de la régence pendant lequel son père était lépreux.
Le Deuxième Livre des Chroniques liste ainsi ses principales actions pendant son règne :

« Il fit ce qui est droit aux yeux de YHWH, selon tout ce qu'avait fait Ozias, son père. Seulement il n'entra point dans le temple de YHWH. Mais le peuple se corrompait encore.
Joatham bâtit la porte supérieure de la maison de YHWH, et fit beaucoup de constructions sur le mur d'Ophel.
Il bâtit des villes dans la montagne de Juda, il bâtit des forts et des tours dans les bois.
Il fit la guerre au roi des fils d'Ammon, et il l'emporta sur eux. Les fils d'Ammon lui donnèrent cette année-là cent talents d'argent, dix mille cors de froment, et dix mille d'orge; et les fils d'Ammon lui en apportèrent autant la seconde et la troisième année.
Joatham augmenta sa puissance, parce qu'il avait affermi ses voies devant YHWH, son Dieu.
Le reste des actes de Joatham, toutes ses guerres et tout ce qu'il a fait, voici que cela est écrit dans le livre des rois d'Israël et de Juda.
Il avait vingt-cinq ans lorsqu'il devint roi, et il régna seize ans à Jérusalem. Joatham se coucha avec ses pères, et on l'enterra dans la ville de David. Achaz, son fils, régna à sa place »

— 2 Chroniques, chapitre 27
Il lutta contre Retsin (ou Rasin ou Raçôn), roi des Araméens de Damas, et Pékah (ou Phacée ou Péqah), roi d'Israël (2 Rois 15,37). Pendant son règne Israël a renforcé son influence sur le royaume de Juda. Des inscriptions retrouvées dans la forteresse de Kuntillet 'Ajrud qui contrôlait le commerce dans le Néguev laisse à penser qu'elle était occupée par une garnison de Nord de Juda, peut-être agissant pour le compte du royaume d'Israël, montrant qu'à cette époque le royaume de Juda était subordonné à celui d'Israël.
Jotham vécut au temps du prophète Michée (Michée 1,1) :
La parole de l'Éternel qui fut adressée à Michée, de Morésheth, au temps de Jotham, d'Achaz, d'Ézéchias, rois de Juda, prophétie sur Samarie et Jérusalem.